# 落語天女おゆい
『落語天女おゆい』（らくごてんにょおゆい）は、2006年1月から3月に放送されたテレビアニメ作品である。全12話。現代に暮らす普通の少女たちが江戸時代にタイムスリップし、天女となって妖魔・妖怪と戦う、という物語となっている。

## 概要
落語の要素を全面的に取り入れた構成になっている。原作を桂歌丸の弟子でありゲームやアニメに精通していることで知られる桂歌若が担当し、落語芸術協会が75周年記念企画として制作協力している。作中には桂歌丸・冨士子夫妻が登場する他、三遊亭小遊三も作中で落語を演じており、他にも落語芸術協会所属の落語家が数名出演している。
この他、『月刊サンデージェネックス』（小学館）ではアニメ本編の続編で舞台設定を現代中心にした漫画版『落語天女おゆい〜月島唯・現代篇〜』が2005年10月号から2006年3月号まで連載されている（作画はいけだたかし）。原作者である桂歌若によってアニメ本編のプレストーリーに当たる小説『落語天女おゆい―落語研究会復活編』が学習研究社〈メガミ文庫〉より刊行されている。
2006年5月28日放送の『笑点』では、大喜利の始まる前に三遊亭小遊三が本作品のDVD発売の告知を行った。
原作者の桂歌若は熱心なサクラ大戦ファンであり、作中に類似性を見ることができる。

## あらすじ
現代に住む少女の月島唯は、日本橋学園に通う高校2年生。落語が好きで理想の男性は桂歌丸という江戸っ子娘。そんな彼女がある日突然目の前に現れた宝珠によって幕末の江戸へと召喚されてしまう。
幕末当時、江戸や京では妖魔や妖怪が跋扈しており、邪なるものが世を支配せんと狙っていた。そうした悪に対し天女たちや実在の人物たちが戦っていたのである。
そして、唯は宝珠の力によって天女として覚醒、言葉を武器として戦う「落語天女」になる。やがて唯と同じく現代からやって来た飛鳥山雅、谷中妙、小石川鈴、千石涼、内藤晶の5人も天女として、唯とともに戦うのであった。

## 登場人物

### 落語天女
月島 唯（つきしま ゆい）
声 - 後藤沙緒里
2月15日生まれ。O型。みずがめ座。17歳。老舗食堂月島の看板娘でアホ毛が特徴の熱血少女。基本的に天真爛漫な性格。落語の事となるとたとえ相手にけなされても、それにひるむ事なく熱くその良さについて語り出す。桂歌丸の大ファン。ひたむきなその性格は富士子夫人に大いに気に入られ、夫人の口添えで特別に歌丸の弟子になることを許された。
家事全般が大の得意。本人に自覚はないが洞察力に優れている面も。
黒（表現上は紫）の宝珠を受け継ぎ、覚醒後に言霊天女（落語天女）となった。変身の掛け声は「人、人にあらず。知るをもて人とす。花もまた、秘すれば花になろうとも、秘せねば花にならんとす。これ花伝の条なり。一子相伝！」。「落とし話」という必殺技を持っている。
飛鳥山 雅（あすかやま みやび）
声 - 小島幸子
5月8日生まれ。O型。おうし座。17歳。飛鳥山財閥の令嬢。庶民の暮らしを知るために日本橋学園に入学。世間知らずのお嬢様ゆえか、生活力はゼロ。しかし江戸時代にタイムスリップ後は、持ち前の負けず嫌いな性格を遺憾なく発揮し、気丈に生き抜く。唯に対しては並々ならぬライバル心を燃やしているが、それは内に秘める友情の表れでもあった。
赤の宝珠を受け継ぎ、覚醒後に唯と同じ言霊天女（落語天女）となった。変身の掛け声は「花は心、種は業。我が姿、よろずに花と例えしも、いわおに花の咲くがごとし。幽玄至極！」。弓矢を使って、敵を射殺している。
谷中 妙（やなか たえ）
声 - 沢城みゆき
12月4日生まれ。A型。いて座。17歳。天然ボケで眼鏡ッ娘。政治家を父に持ち、人の表裏を見てきた影響か、どうしても人に心を開けなかった。特に唯に対してはその笑顔に裏があると見ており、反感を持っていた。しかし、江戸の長屋での生活を通じて人とのふれあいの重要性を学び、外向的な性格になった。現代に帰ってからは、生徒会長になったりしており、6人の天女の中では最も人間として成長したとの評価もある。
黄色の宝珠を受け継ぎ、覚醒後に神楽天女となった。なお6人の天女の宝珠の色は六ヶ所の五不動に対応しているとされ（後述）、二つある目黄のうち谷中妙に対応するのは平井の目黄である。変身の掛け声は「諸人の心和らぎて、上下の感をなさんこと。これすなわち芸の奥義なり。ならば仕儀に言う。風を追い、心に伝わる華とならん。風姿花伝！」。芸の力を使って、水龍や水の花火を創り出し江戸の町の炎を消して技を持つ。
小石川 鈴（こいしかわ すず）
声 - 清水愛
3月6日生まれ。A型。うお座。12歳。300のIQを持つ江戸おたくの天才少女。江戸おたくと言うだけあり、当時の江戸の一般常識・知識・落語に造詣が深い。江戸時代での生活ではそれが役立った。
黄色の宝珠を受け継ぎ、覚醒後に計略天女となった。変身の掛け声は「色は匂えど散りぬるを、悪の栄えも常ならん。有為にうつろう無常の物よ、永久に夢見て我に酔え。寂滅為楽！」。
千石 涼（せんごく りょう）
声 - 小林ゆう
10月7日生まれ。B型。てんびん座。17歳。クールな美少女剣士。マスコミから注目されているが、当の本人はそれを意に介さない。時代劇ファンで、自分の部屋には好きな時代劇俳優のポスターを貼っている。
青の宝珠を受け継ぎ、覚醒後に剣客天女となった。変身の掛け声は「カルラ神の加護を受け、光の翼、身にまとう。更に請う、竜をも滅するその力、なんじより賜らん。邪正一如！」。神刀・和泉守兼定を持って、敵を斬撃する。
内藤 晶（ないとう あきら）
声 - 野田順子
7月23日生まれ。AB型。しし座。23歳。鈴の相棒で発明とバイク好きな姉御。実は過去にバイク事故で恋人を亡くしており、それがトラウマとなって恋愛に消極的となってしまっている。年長者ということもあり、雅に負けず劣らずのプロポーションの持ち主。平賀源内と恋に落ちる。
白の宝珠を受け継ぎ、覚醒後に機巧（からくり）天女となった。変身の掛け声は「天富、天願、天爵、天祥をもて吉とし、天疾、天逃、天刃、天破をもて凶とせん。財、病、離、義、官、劫、害、吉。よろずの物と人は我が神宝。万物万師！」。いろいろな機巧を使って、敵と戦う。大きなブーメランのような武器もある。

### 落語天女を応援する仲間達
三遊亭 圓朝（さんゆうてい えんちょう）
声 - 堀内賢雄
近代落語の祖。幕末期における天女達の元締め役。江戸っ子ならではの粗忽さはあるものの、時には厳しく時には思いやりながら天女達を導く。
平賀 源内（ひらが げんない）
声 - てらそままさき
みんなの相談役で良き理解者。ひょんなことから晶に惚れる。
土方 歳三（ひじかた としぞう）
声 - 加瀬康之
新撰組鬼の副長。京都が占領されるまで、左京率いる妖魔と戦っていた。自分の剣に頼りすぎる涼に対し助言をし、別れ際には自らが会得し得なかった「活人剣」を託す。
ポン太
声 - 小島めぐみ
狸の国から来た使者の子供。鈴のお友達で相談役で良き理解者。
桂 歌丸（かつら うたまる）
声 - 桂歌丸
落語界の鉄人。「芸は人なり」をモットーとしている。妻の冨士子（ふじこ、声 - 神田紅）には頭が上がらず、唯の弟子入りも彼女の一言で渋々受け入れた。続編のコミック版では、現代に戻って来た天女達の元締めとなる。
本人が出演。実際の歌丸は横浜市在住であったが、本作品ではおゆいが通う学校のある日本橋近辺に住んでいる設定となっている。
三遊亭 小遊三（さんゆうてい こゆうざ）
声 - 三遊亭小遊三
歌丸の古馴染み。学園祭の高座で全く笑わない聴衆を前に苦戦する唯を見かね、自ら落語を披露する。本人が出演。
葛西 哲治（かさい てつはる）
コミック版のみ登場。幼馴染の唯に好意を抱いているが、当の唯はそれに気付いていない。因みに葛西哲治とは、本作の原作者である桂歌若の本名である。

### 先代の落語天女たち
お銀（おぎん）
声 - 富沢美智恵
先代の言霊天女（落語天女）。6人の江戸天女のリーダーである。妖魔に両親を殺された。黒の宝珠を受け継ぎ、自分の様な悲しみを他の人に味わわせたくないため戦っている。扇を回転させ投げる技が得意。師匠の三遊亭圓朝と慕われていたという。
お久（おひさ）
先代の言霊天女（落語天女）。赤の宝珠を受け継ぎ、お銀と共に最前線で戦う。言霊の力を使い、扇面からビームを発射する。
お花（おはな）
先代の計略天女。黄色の宝珠を受け継ぎ、天女たちの戦いの司令塔が役割。
お節（おせつ）
先代の神楽天女。黄色の宝珠を受け継ぎ、広い縄張りと変幻自在の技が得意。
お咲（おさき）
先代の機巧天女。白色の宝珠を受け継ぎ、常にお花と共に行動する。機巧を使い、後方支援を行う。
お夏（おなつ）
先代の剣客天女。青色の宝珠を受け継ぎ、戦闘能力は天女たちの中で一番高い。空を飛ぶ斬撃が得意。

### 敵キャラクター
小塚原 左京（こつかはら さきょう）
声 - 真殿光昭
妖魔を率いる悪党の総大将。京都を占領した後に江戸に攻め入る。
小塚原 右京（こつかはら うきょう）
声 - 石田彰
悪党の総大将の弟。表の顔は歌舞伎役者。妖魔を召喚して天女を倒し、江戸を征服せんと企む。コミック版では、闇の世界に封印された兄を助け出そうとする。「百鬼月光剣」必殺技を持っている。
暗黒龍（あんこくりゅう）
左京が右京の血を妖刀に吸わせ、妙の宝珠を邪に転じさせた創り出し巨大な魔龍。

## スタッフ
- 原作 - 桂歌若
- 監督 - 高本宣弘
- シリーズ構成・脚本 - 頼経康史
- キャラクター原案 - 堀越和音
- キャラクターデザイン・総作画監督 - 大島美和
- クリーチャーデザイン - 宮豊
- 美術監督 - 宮野隆
- 色彩設定 - 植木義則
- 撮影監督 - 沢直人
- 編集 - 櫻井崇
- 音響監督 - 高桑一
- 音楽 - 市川淳
- プロデューサー - 小倉尊行、日高功、中林太、宇都貴博、三原浩樹
- アニメーション制作 - ティー・エヌ・ケー
- 製作 - 落語天女製作委員会、メ〜テレ（東芝エンタテインメント、スリーファットサムライ/ソルブレイド、アミューズソフトエンタテインメント、マウスプロモーション、ティー・エヌ・ケー）

## 主題歌
オープニングテーマ「サクラサク」
作詞・作曲・編曲・歌 - Little Non
エンディングテーマ「花吹雪・恋吹雪」
作詞 - 下地亜記子 / 作曲 - 杜奏太朗 / 編曲 - 野中雄一 / 歌 - 鹿島ひろ美

## 各話リスト
| 話数     | サブタイトル                     | 絵コンテ   | 演出     | 作画監督          | 放送日        |
| -------- | -------------------------------- | ---------- | -------- | ----------------- | ------------- |
| 第一席   | 華のお江戸に天女舞う             | 高本宣弘   | 高本宣弘 | 大島美和          | 2006年 1月5日 |
| 第二席   | 学園祭で唯、反省!                | 小林徹     | 福多潤   | 服部憲知          | 1月12日       |
| 第三席   | 走れ! 唯 妖魔を倒せ              | 奥田誠治   | 土屋浩幸 | 添田直子          | 1月19日       |
| 第四席   | 落語天女おゆい登場!              | 室谷靖     | 室谷靖   | 石橋有希子        | 1月26日       |
| 第五席   | おーっほほほ! 落語天女みやび登場 | 松澤建一   | 松澤建一 | 澤田譲治          | 2月2日        |
| 第六席   | 恋の行方 それぞれの覚醒          | 葛谷直行   | 久保太郎 | 中島美子          | 2月9日        |
| 第七席   | 涼、覚醒! 決闘! 高田馬場         | 誌村宏明   | 新田義方 | 岡野幸男          | 2月16日       |
| 第八席   | 恋の行方ふたたび 江戸湾大決戦!   | 室谷靖     | 室谷靖   | 長森佳容          | 2月23日       |
| 第九席   | 黒衣の花嫁 明かされる秘密        | 奥田誠治   | 金澤洪充 | 添田直子          | 3月2日        |
| 第十席   | 妖魔軍侵攻! 火事と天女は江戸の華 | 松澤建一   | 松澤建一 | 澤田譲治          | 3月9日        |
| 第十一席 | 最後の戦い 失われる命            | 柳沢テツヤ | 福多潤   | 服部憲知 今牧千世 | 3月16日       |
| 第十二席 | 信じる言葉 ふれあう心            | 高本宣弘   | 高本宣弘 | 川口理恵 岡野幸男 | 3月23日       |

## 放送局
| 放送地域   | 放送局     | 放送期間               | 放送日時           | 放送系列       | 備考             |
| ---------- | ---------- | ---------------------- | ------------------ | -------------- | ---------------- |
| 埼玉県     | テレビ埼玉 | 2006年1月5日 - 3月23日 | 木曜 26:00 - 27:30 | 独立UHF局      |                  |
| 中京広域圏 | メ〜テレ   | 2006年1月6日 - 4月14日 | 金曜 28:15 - 28:45 | テレビ朝日系列 |                  |
| 神奈川県   | tvk        | 2006年1月7日 - 3月25日 | 土曜 25:30 - 26:00 | 独立UHF局      |                  |
| 千葉県     | ちばテレビ | 2006年1月9日 - 3月27日 | 月曜 26:10 - 26:40 | 独立UHF局      |                  |
| 兵庫県     | サンテレビ | 2006年1月9日 - 3月27日 | 月曜 26:10 - 26:40 | 独立UHF局      |                  |
| 日本全域   | AT-X       | 2006年2月4日 - 4月22日 | 土曜 11:00 - 11:30 | CS放送         | リピート放送あり |

## インターネットラジオ
TE-A roomにて『小島幸子と小林ゆうの日本橋天女放送局』が配信されていた。パーソナリティは飛鳥山雅役の小島幸子と千石涼役の小林ゆうが担当。

## その他
- 本作では言霊が重要なキーワードであり、言霊つながりで天海の伝説に倣った俗説の視点から五不動が語られている。第九席での三遊亭圓朝の話によれば、江戸は五不動の結界で護られており、天女の宝珠は五不動の力そのものであるとしている。しかし実際には江戸時代に五色不動、または、五不動という言葉があったとは考えにくく、目黄不動、目青不動に関しては明治以前にはそういう名称の不動があったかどうかも怪しい（ → 詳細は五色不動を参照）。
- 月島・飛鳥山・谷中・小石川・千石・内藤・葛西はいずれも東京の地名であるが、五色不動の場所というわけではない。
- 唯が唱える呪文（「アジャラカモクレン・キュウライス〜」）は落語の演目死神中で、死神を追い払う呪文である。

## 関連商品

### 漫画（コミック）
- 『落語天女おゆい〜月島唯・現代篇〜』（小学館〈サンデーGXコミックス〉、2006年3月発行） ISBN 4-09-157036-4

### 解説本
- 『落語天女おゆい―落語研究会復活編』（学習研究社〈メガミ文庫〉、2006年4月発行） ISBN 4-05-903510-6

### 音楽CD
- 落語天女おゆい 「サクラサク」Little Non （キングレコード、2006年2月8日発売） YFCM-3704
- 落語天女おゆい 「花吹雪・恋吹雪」鹿島ひろ美 （キングレコード、2006年2月22日発売） YFCM-2706
- 落語天女おゆい キャラクターソングアルバム （キングレコード、2006年3月8日発売） YFCA-1705
- 落語天女おゆい オリジナルサウンドトラック  （キングレコード、2006年4月28日発売） YFCA-1707

### DVD
仕様：片面・一層／発売：東芝エンタテインメント／販売：アミューズソフトエンタテインメント
- 『落語天女おゆい 第一巻』（2006年4月28日発売） ASBY-3332
  - 【初回限定特典】
    - 特製キャラクター扇子

  - 【封入特典】
    - スペシャルDVD その壱（「爆笑声優大喜利」ほか収録）

  - 【映像特典】
    - キャラクター紹介映像（"月島 唯"編）
    - インタビュー映像（"後藤沙緒里"編）
    - ノンテロップOP
- 『落語天女おゆい 第二巻』（2006年5月26日発売） ASBY-3333
  - 【封入特典】
    - スペシャルDVD その弐（「アミューズソフトフェスティバルvol.3〜おゆいコーナー」「製作発表会」収録）

  - 【映像特典】
    - キャラクター紹介映像（"飛鳥山 雅"編）
    - インタビュー映像（"小島幸子"編）
    - ノンテロップED
- 『落語天女おゆい 第三巻』（2006年6月23日発売） ASBY-3334
  - 【映像特典】
    - キャラクター紹介映像（"小石川 鈴"編）
    - インタビュー映像（"清水愛"編）
    - プロモーション映像
- 『落語天女おゆい 第四巻』（2006年7月28日発売） ASBY-3335
  - 【映像特典】
    - キャラクター紹介映像（"千石 涼"編）
    - インタビュー映像（"小林ゆう"編）
    - プロモーション映像
- 『落語天女おゆい 第五巻』（2006年8月25日発売） ASBY-3336
  - 【映像特典】
    - キャラクター紹介映像（"内藤 晶"編）
    - インタビュー映像（"野田順子"編）
    - TVスポット
- 『落語天女おゆい 第六巻』（2006年9月22日発売） ASBY-3337
  - 【映像特典】
    - キャラクター紹介映像（"谷中 妙"編）
    - インタビュー映像（"沢城みゆき"編）
    - 変身シーン集
- 【全巻特典】
  - 大島美和描き下ろし変身スリーブジャケット仕様
  - オールカラーブックレット
  - ピクチャーレーベル仕様

## 外部サイト
- 落語天女おゆい - 公式サイト